# Niger az 1984. évi nyári olimpiai játékokon
Niger az egyesült államokbeli Los Angelesben megrendezett 1984. évi nyári olimpiai játékok egyik részt vevő nemzete volt. Az 1976-os és 1980-as bojkott után visszatérő ország a játékokon 2 sportágban 4 sportolóval képviseltette magát, akik érmet nem szereztek.

## Atlétika
Férfi
| Versenyző        | Versenyszám | Előfutam | Előfutam | Előfutam | Negyeddöntő | Negyeddöntő | Negyeddöntő | Elődöntő | Elődöntő | Elődöntő | Döntő   | Döntő    |
| Versenyző        | Versenyszám | Idő      | Hely.    | Össz.    | Idő         | Hely.       | Össz.       | Idő      | Hely.    | Össz.    | Idő     | Helyezés |
| ---------------- | ----------- | -------- | -------- | -------- | ----------- | ----------- | ----------- | -------- | -------- | -------- | ------- | -------- |
| Moussa Daweye    | 800 m       | kizárták | kizárták | kizárták | kiesett     | kiesett     | kiesett     | kiesett  | kiesett  | kiesett  | kiesett | kiesett  |
| Adamou Allassane | 1500 m      | 3:56,43  | 9.       | 44.      |             |             |             | kiesett  | kiesett  | kiesett  | kiesett | kiesett  |

## Ökölvívás
| Versenyző        | Versenyszám | Selejtező                  | 1. forduló              | Nyolcaddöntő      | Negyeddöntő       | Elődöntő          | Döntő             | Helyezés |
| Versenyző        | Versenyszám | Ellenfél Eredmény          | Ellenfél Eredmény       | Ellenfél Eredmény | Ellenfél Eredmény | Ellenfél Eredmény | Ellenfél Eredmény | Helyezés |
| ---------------- | ----------- | -------------------------- | ----------------------- | ----------------- | ----------------- | ----------------- | ----------------- | -------- |
| Chibou Amna      | Légsúly     |                            | David Mwaba (TAN) · 0:5 | kiesett           | kiesett           | kiesett           | kiesett           | 17.      |
| Boubagar Soumana | Pehelysúly  | Steve Pagendam (CAN) · RSC | kiesett                 | kiesett           | kiesett           | kiesett           | kiesett           | 33.      |